# All Because of You (Marques Houston)
All Because of You è il primo singolo del cantante R&B statunitense Marques Houston estratto dall'album "Naked". È stato prodotto dai Tha Cornaboyz e vi ha partecipato il rapper Young Rome, ex membro del gruppo IMx.

## Informazioni
La canzone è stata pubblicata solo negli USA, dove ha raggiunto la posizione n.69 nella chart Billboard Hot 100 e la n.14 nella Hot R&B/Hip-Hop Songs.
Il testo è stato scritto dagli stessi Marques Houston e Young Rome, più dall'altro rapper Rico Love, Dwayne Nesmiths e Pierres Medor.
"All Because of You" non va confusa con "Because of You", altro singolo di Marques Houston.

## Videoclip
Nel videoclip, Marques Houston torna a casa appena in tempo per vedere, piuttosto contrariato, che la sua ragazza si sta trasferendo da un'altra parte. Subito dopo, i due si incontrano nell'atrio e fanno pace, facendosi prendere di nuovo dalla passione amorosa di un tempo.

## Posizioni in classifica
| Chart (2005)                          | posizione massima |
| ------------------------------------- | ----------------- |
| Billboard Hot 100 (USA)               | 69                |
| Billboard Hot R&B/Hip-Hop Songs (USA) | 14                |